# Neeugoa lkanshireiensis
Neeugoa lkanshireiensis is een vlinder uit de familie van de spinneruilen (Erebidae). De wetenschappelijke naam van de soort is voor het eerst geldig gepubliceerd in 1916 door W. & S..